# Райтсвілл (Арканзас)
Райтсвілл (англ. Wrightsville) — місто (англ. city) в США, в окрузі Пуласкі штату Арканзас. Населення — 1542 особи (2020).

## Географія
Райтсвілл розташований за координатами 34°37′18″ пн. ш. 92°13′11″ зх. д. / 34.62167° пн. ш. 92.21972° зх. д. (34.621664, -92.219816).  За даними Бюро перепису населення США в 2010 році місто мало площу 5,37 км², з яких 5,32 км² — суходіл та 0,05 км² — водойми.

## Демографія
Згідно з переписом 2010 року, у місті мешкало 2114 осіб у 313 домогосподарствах у складі 209 родин. Густота населення становила 394 особи/км².  Було 369 помешкань (69/км²). 
Расовий склад населення:
| - 62,7 % — чорних або афроамериканців - 33,9 % — білих - 0,3 % — корінних американців - 0,3 % — азіатів - 0,1 % — вихідців з тихоокеанських островів - 1,2 % — осіб інших рас |

До двох чи більше рас належало 1,5 %. Іспаномовні складали 3,4 % від усіх жителів.
За віковим діапазоном населення розподілялося таким чином: 11,7 % — особи молодші 18 років, 81,4 % — особи у віці 18—64 років, 6,9 % — особи у віці 65 років та старші. Медіана віку мешканця становила 33,8 року. На 100 осіб жіночої статі у місті припадало 210,9 чоловіків;  на 100 жінок у віці від 18 років та старших — 243,2 чоловіків також старших 18 років.
Середній дохід на одне домашнє господарство  становив 37 778 доларів США (медіана — 31 563), а середній дохід на одну сім'ю — 47 204 долари (медіана — 34 777). За межею бідності перебувало 18,4 % осіб, у тому числі 8,4 % дітей у віці до 18 років та 9,6 % осіб у віці 65 років та старших.
Цивільне працевлаштоване населення становило 325 осіб. Основні галузі зайнятості: освіта, охорона здоров'я та соціальна допомога — 32,6 %, виробництво — 13,5 %, інформація — 9,8 %, науковці, спеціалісти, менеджери — 9,5 %.